# زلزال أزميد 1999
زلزال أزميد أو زلزال مرمرة أو زلزال غولكوك (التركية: 1999 Gölcük depremi) هو زلزال وقع في 17 من آب 1999 في 03:01:40 في التوقيت المحلي لاسطنبول. أخذت الهزة على مقياس درجة العزم 7.6. استمر الحدث ل37 ثانية وقتل حوالي 17.000 شخص وترك وراءه تقريباً نصف مليون شخص بلا مأوى وأصبحت مدينة إزميد منطقة منكوبة.

## الزلزال
حدث الزلزال على طول الجهة الغربية لفالق شمال الأناضول (NAFZ). صفيحة الأناضول المتكونة منها في الأصل تركيا قد كانت تدفع إلى الغرب حوالي 2-2.5 سم في السنة، فضغطت على الصفيحة الأوراسية في الشمال والصفيحة العربية إلى الجنوب. أغلب الزلازل في تركيا تحدث بسبب انزلاق في فالق شمال الأناضول. أدى الزلزال إلى تشقق بطول 150 كيلومتراً بداية من مدينة دوزجة إلى بحر مرمرة وخليج أزميد.

### الضرر

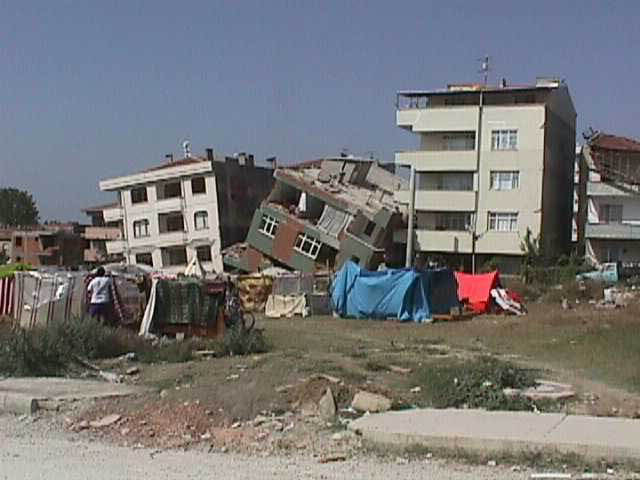
زلزال أزميد

التدمير في إسطنبول كان محصوراً في منطقة أوجيلار إلى الغرب من المدينة. أوجيلار مبنية على أرض ضعيفة نسبياً متكونة من اندماج ضعيف للصخور الرسوبية، مما يجعل أوجيلار منطقة ضعيفة لأي زلزال.
شعر بالزلزال بالمناطق الصناعية والمناطق الحضرية المكتظة في البلاد، من ضمنها مصافي البترول، بما في ذلك مصافي النفط والعديد من مصانع السيارات والمقر الرئيسي للبحرية التركية وترسانة في غولجوك، مما زاد من خطورة الخسائر في الأرواح والممتلكات. تسبب الزلزال أيضًا في أضرار جسيمة في إسطنبول، على بعد حوالي 70 كيلومترًا (43 ميل) من مركز الزلزال.
وقدر تقدير تركي رسمي بتاريخ 19 أكتوبر 1999 أن عدد القتلى بلغ 17127 قتيلاً و 43953 جريحًا، لكن العديد من المصادر تشير إلى أن الرقم الفعلي ربما كان أقرب إلى 45000 قتيل وعدد جرحى مماثل. تشير التقارير الصادرة في سبتمبر 1999 إلى أن 120000 منزل رديء الهندسة تضررت بشكل لا يمكن إصلاحه  وانهار ما يقرب من 20000 مبنى، مما أدى إلى تشريد أكثر من 250.000 شخص بعد الزلزال. واجه المقاولون الخاصون رد فعل عنيف لاستخدام مواد رخيصة في تشييد المباني السكنية. تمت مقاضاة العديد من هؤلاء المتعاقدين ولكن تمت إدانة القليل منهم. كما واجه المسؤولون الحكوميون رد فعل عنيف لعدم تطبيق قوانين البناء المقاومة للزلازل بشكل صحيح. تقدر التكلفة المباشرة للأضرار بنحو 6.5 مليار دولار أمريكي، لكن التكاليف الثانوية يمكن أن تتجاوز 20 مليار دولار.

## الاستجابة الدولية
تم تنظيم استجابة دولية ضخمة للمساعدة في البحث عن ناجين ومساعدة الجرحى والمشردين. تم إرسال فرق الإنقاذ في غضون 24-48 ساعة من وقوع الكارثة، وتم تقديم المساعدة للناجين من خلال المنظمات غير الحكومية والهلال الأحمر ومنظمات البحث والإنقاذ المحلية.
يوضح الجدول التالي توزيع فرق الإنقاذ حسب الدولة في المواقع المتأثرة:
| المنطقة            | فرق البحث والإنقاذ الأجنبية من:                                                                   |
| ------------------ | ------------------------------------------------------------------------------------------------- |
| غولكوك، إزميد      | المجر، إسرائيل، فرنسا، كوريا الجنوبية، بلجيكا، روسيا                                              |
| يالوفا             | ألمانيا، المجر، إسرائيل، بولندا، المملكة المتحدة، فرنسا، اليابان، النمسا، رومانيا، كوريا الجنوبية |
| افجلار، اسطنبول    | ألمانيا، اليونان                                                                                  |
| ازميد ، كوجالي     | روسيا ، المجر، فرنسا، ألمانيا، النمسا، سويسرا، الولايات المتحدة، أيسلندا، كوريا الجنوبية          |
| صقاريا             | بلغاريا، مصر، ألمانيا، إسبانيا                                                                    |
| دوزجة              | بولندا, المملكة المتحدة                                                                           |
| بيرم باشا، إسطنبول | إيطاليا                                                                                           |
| كارتال (إسطنبول)   | أذربيجان                                                                                          |

أعلنت المملكة المتحدة عن منحة فورية قدرها 50.000 جنيه إسترليني لمساعدة الهلال الأحمر التركي، بينما تعهد الصليب الأحمر والهلال الأحمر الدولي بتقديم 4.5 مليون جنيه إسترليني لمساعدة الضحايا. تم نقل البطانيات والإمدادات الطبية والمواد الغذائية من مطار ستانستيد. ذهب مهندسون من شركة Thames Water للمساعدة في استعادة إمدادات المياه. كما قدمت الهند المساعدة من خلال توفير 32000 خيمة و 2 مليون روبية للمساعدة في عملية إعادة الإعمار.